# Saliv, Mîronivka
Saliv (în ucraineană Салів) este un sat în comuna Kozîn din raionul Mîronivka, regiunea Kiev, Ucraina.

## Demografie
Componența lingvistică a localității Saliv
     Ucraineană (98,29%)
     Rusă (1,71%)
Conform recensământului din 2001, majoritatea populației localității Saliv era vorbitoare de ucraineană (98,29%), existând în minoritate și vorbitori de rusă (1,71%).